# نقيل القملة (السياني)

تعديل مصدري - تعديل

نقيل القملة محلة تابعة لقرية الصيرات، التابعة لعزلة عميد الداخل بمديرية السياني إحدى مديريات محافظة إب في الجمهورية اليمنية.، بلغ تعداد سكانها 30 حسب تعداد اليمن لعام 2004.